# The Story Of Rosina And Other Verses (tomik Austina Dobsona)
The Story Of Rosina And Other Verses – tomik angielskiego poety Austina Dobsona opublikowany w 1895. Zbiorek zawiera między innymi tytułowy poemat The Story Of Rosina. An Incident in the Life of François Boucher. Obok niego znalazły się między innymi wiersze Une Marquise, An Autumn Idyll, A garden Idyll, Dorothy, A Sundial i Cupid’s Alley. Wiersze z omawianego tomu są osadzone w scenerii wieku XVIII. Poemat The Story Of Rosina został napisany sekstyną, czyli strofą sześciowersową rymowaną ababcc.
The scene, a wood. A shepherd tip-toe creeping,
Carries a basket, whence a billet peeps,
To lay beside a silk-clad Oread sleeping
Under an urn; yet not so sound she sleeps
But that she plainly sees his graceful act;
"He thinks she thinks he thinks she sleeps," in fact.
(The Story Of Rosina)
Omawiany tomik zilustrował Hugh Thomson.